# Juan José Carrero
Pour les articles homonymes, voir Carrero.
Carrero  Acosta est un nom espagnol. Le premier nom de famille, en général paternel, est Carrero ; le second, en général maternel, souvent omis, est Acosta.
Juan José Carrero Acosta, né le 7 février 1996, est un coureur cycliste colombien.

## Palmarès sur route
- 2019
  - 4e étape de la Clásica Ciudad de Soacha

## Palmarès en VTT

### Championnats panaméricains
- Cota 2015
  -  Médaillé de bronze du cross-country eliminator